# 구와노촌
구와노촌(桑野村)은 후쿠시마현 아사카군에 존재했던 촌이다.

## 역사
- 1889년 4월 1일 - 정촌제 시행에 의해 구와노무라 단독으로 촌제를 시행해 아즈미군 구와노촌이 성립하였다.
- 1925년 6월 1일 - 구와노촌은 고리야마시에 편입되어 소멸하였다.

변천사
| 1868년 이전 | 1868년 이전 | 메이지 9년 | 메이지 22년 4월 1일 | 다이쇼 14년 6월 1일 | 현재       |
| ----------- | ----------- | ---------- | ------------------- | ------------------- | ---------- |
|             |             | 구와노촌   | 구와노촌            | 고리야마시          | 고리야마시 |

## 인구・세대

### 인구
- 1876년 700
- 1889년 1,318
- 1902년 1,746
- 1920년 2,334

### 세대
총수 [단위 : 명]
- 1876년 203
- 1902년 328
- 1920년 429

## 교통

### 도로
- 2급 국도
  - 국도 115호선 (→ 국도 49호선)

## 참고문헌
- 角川日本地名大辞典編纂委員会『角川日本地名大辞典 7 福島県』、角川書店、1981年 ISBN 4040010701
- 日本加除出版株式会社編集部『全国市町村名変遷総覧』、日本加除出版、2006年、ISBN 4817813180